# Kwaiailk

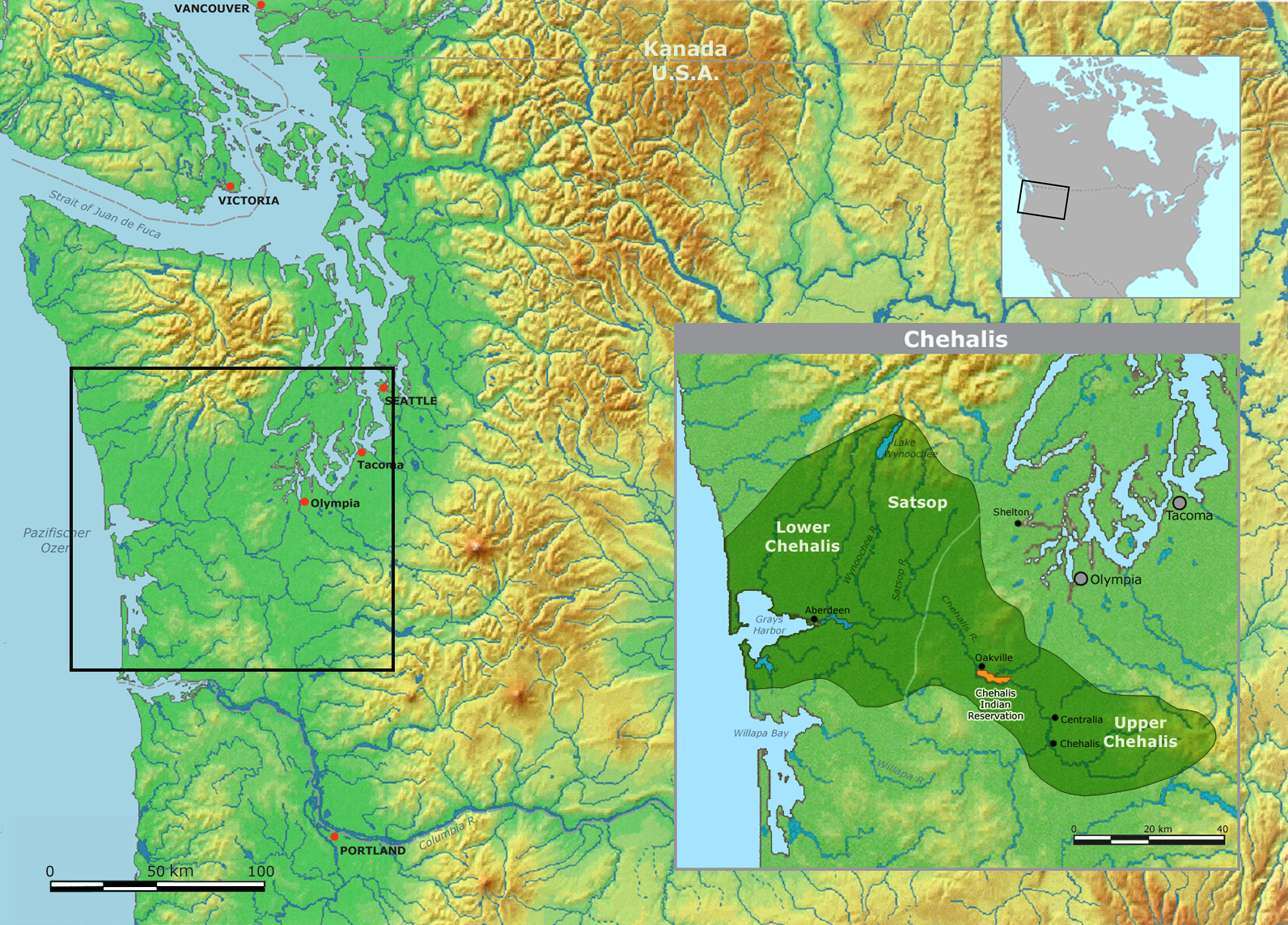
Traditionelles Territorium der Kwaiailk und heutige Reservation im Nordwesten der USA

Die Kwaiailk oder  Upper Chehalis zählen zu den häufig als Native Americans bezeichneten Indianern in den USA. Sie leben im Bundesstaat Washington, doch sind sie ein Teil der Confederated Tribes of the Chehalis Reservation geworden, der Vereinigten Stämme des Chehalis-Reservats. Während die Humptulips, Wynoochee und Quinault den Kwaiailk oder Upper Chehalis nahestehen, stehen die Satsop den Lower Chehalis nahe. Sie bilden eine Dialektgruppe der südwestlichen Küsten-Salish.
Die Upper Chehalis oder Kwaiailk lebten überwiegend oberhalb des Zusammenflusses von Chehalis und Satsop River, die Lower Chehalis unterhalb. Zu den Kwaiailk gehören vier Gruppen oder Stämme, die zwischen dem Cloquallam Creek und dem Oberlauf des Chehalis River lebten. Ursprünglich bezeichnete der Name nur eine der vier Gruppen. 
Innerhalb der Kwaialk unterscheidet man die beiden Dialekte Oakville Chehalis und Tenino Chehalis.

## Geschichte
Ihre Lebensweise unterschied sich sehr stark von den auf Fischfang angewiesenen Lower Chehalis, die kulturell eindeutiger den Küsten-Salish zuzurechnen sind, denn sie lebten am Gebirgsrand und auf Präriegebiet. Um das Wachstum von Beeren, wie Moosbeeren (Cranberrys), zu fördern, verbrannten sie alle zwei bis drei Jahre das Gras, und trugen damit zu Erhalt und Ausdehnung der Graslandschaft bei. Andererseits sammelten sie Muscheln und fingen Flundern im Puget Sound.
Die Kwaialk betrieben intensiven Handel mit ihren Nachbarn und bezogen über verschiedene Routen Güter, wie das begehrte Robbenfett und bestimmte Muscheln (Dentalia), die sie etwa bei den Makah ertauschten.
Vor 1800 begannen die Kwaialk Pferde zu halten. Als 1824 ein Angestellter der Hudson’s Bay Company (HBC) notierte, dass die „Halloweena Nation“ im Gegensatz zu den Küstenstämmen Pferde halte, meinte er damit wahrscheinlich eine Gruppe der Kwaialk. Als die HBC 1833 Fort Nisqually errichtete, handelten die Kwaialk mit der Gesellschaft dort und über den Columbia. Einige hüteten die Schafe der Puget Sound Agricultural Company, eines Unternehmens der HBC. Anfang des 19. Jahrhunderts rechnete man mit 1.500 bis 2.000 Mitgliedern der in enger Beziehung stehenden Stämme der Cowlitz, Nisqually und weiterer Gruppen. Mitte des Jahrhunderts zählte man jedoch nur noch 215 Kwaialk, die besonders stark unter Epidemien gelitten hatten. Lieutenant Charles Wilkes schätzte 1841 die Zahl der Lower und Upper Chehalis zusammen auf rund 700, 1854 rechnete der Ethnologie George Gibbs mit 216, nachdem eine erneute Epidemie zu einem Massensterben geführt hatte.
Während des Puget-Sound-Kriegs, der in engem Zusammenhang mit der rücksichtslosen Indianerpolitik des Gouverneurs des Washington-Territoriums Isaac Stevens stand, siedelte der Indianeragent Sydney S. Ford eine Gruppe Kwaialk aus der Gegend des heutigen Centralia  in Ford's Prairie um. Einige der dort kurzzeitig lebenden rund 400 Indianer hatten als Kundschafter in der US-Armee gedient. 
Da Gouverneur Stevens mit den Kwaialk nicht zu einem Vertragsabschluss gekommen war, zog Washington das Land ohne Kompensation ein. Stattdessen wurde das Chehalis-Reservat eingerichtet, das 4.224,63 Acre umfasste. Es lag am Zusammenfluss von Black und Chehalis River und wurde am 8. Juli 1864 für Chehalis, Chinook und andere Stämme eingerichtet. Einige Kwaialk weigerten sich ins Reservat zu gehen, obwohl es auf ihrem traditionellen Gebiet lag; stattdessen zogen sie zu den Cowlitz und Nisqually. 1886 wurden 3.753,63 Acre zu öffentlichem Land erklärt, weitere 471 Acre waren als Schulgelände vorgesehen. 36 Indianer bezogen die Heimstätten, für die das nicht für Schulen reservierte Landstück vorgesehen war. 
In den nächsten Jahrzehnten gingen die Kwaialk entweder in der weißen Bevölkerung auf, oder sie zogen in das Gebiet der Confederated Tribes of the Chehalis Reservation.
1951 klagten die Lower und Upper Chehalis mit anderen Stämmen gegen die Enteignung ihres Gebiets. Ihnen gelang die Anerkennung der konföderierten Stämme der Chehalis als Rechtsnachfolger der früheren Stämme, deren Schicksal im Einzelnen sehr schwierig zu rekonstruieren war, zumal die offiziellen Dokumente immer behaupteten, alle vorgesehenen Indianer lebten im Reservat. 1963 beschloss die Indian Claims Commission endlich, dass die Kwaialk Anspruch auf 320.500 und die Lower Chehalis Ansprüche auf 517.700 Acre (zusammen ca. 3.400 km²) haben. Die Entschädigung an die Confederated Chehalis Tribes betrug 754.380 Dollar.